# IC 1082
IC 1082 је спирална галаксија у сазвјежђу Дјевица која се налази на листи објеката дубоког неба у Индекс каталогу.
Деклинација објекта је + 7° 0' 28" а ректасцензија 14h 58m 52,4s. Привидна величина (магнитуда) објекта IC 1082 износи 14,2 а фотографска магнитуда 15,0. IC 1082 је још познат и под ознакама CGCG 48-87, NPM1G +07.0367, PGC 53523.